# غلين هووك
غلين هووك (بالإنجليزية: Glenn Hook)‏ هو عالم سياسة بريطاني، ولد في 1949.